# Фурпи, Джонни
Джонни Уильям Фурпи (англ. John William Furphy; род. 7 декабря 2004, Мельбурн) — австрарлийский профессиональный баскетболист клуба НБА «Индиана Пэйсерс».

## Ранние годы
Фурпи родился и вырос в Мельбурне. Ему была присуждена спортивная стипендия в спортивной академии Мэрибирнонга, и он завершил своё академическое обучение в колледже Мэрибирнонга, который окончил в 2022 году. В 2021 году Фёрфи сыграл две игры за команду «Хоторн Мэджик» в полупрофессиональной лиге Big V. Затем он начал 2022 год в мужской команде Мельбурнского университета в первом дивизионе.
В середине 2022 года Фурпи переехал в Канберру, чтобы присоединиться к Центру передового опыта. В июле он сыграл три игры за мужскую команду Центра в полупрофессиональной лиге NBL1 в сезоне 2022. Он продолжил играть за Центр в следующем году, где в среднем набирал 14,3 очка и 5,6 подборов в 12 играх сезона.

## Карьера за колледж
В августе 2023 года Фурпи взял на себя обязательство играть в студенческий баскетбол в США за команду «Канзас Джейхокс». Будучи новичком в сезоне 2023/2024, он был ключевым резервным свингменом «Джейхокс». 13 января 2024 года он впервые вышел в стартовом составе и набрал 7 очков в победном матче против «Оклахомы» (78:66). За 33 игры (в 19 он сыграл в стартовом составе) в среднем набирал 9,0 очков, 4,9 подборов и 1,0 результативную передачу за средние 24,1 минуты за игру. Впоследствии он был включён в сборную новиков конференции Big 12.

## Профессиональная карьера

### Индиана Пэйсерс/Мэд Энтс (2024—настоящее время)
27 июня 2024 года Фурпи был выбран под 35-м номером командой «Сан-Антонио Спёрс» на драфте НБА 2024 года, однако сразу же в ночь драфта он был отдан в «Индиана Пэйсерс» в обмен на права Хуана Нуньеса и денежное вознаграждение. 7 июля он подписал контракт с «Пэйсерс». Во время своего дебютного сезона он несколько раз отправлялся в фарм-клуб «Индиана Мэд Энтс» из Джи-Лиги НБА. 11 апреля 2025 года он набрал рекордные в карьере 17 очков, сделал 6 подборов и 3 результативные передачи за рекордные 32 минуты в проигрышном матче против «Орландо Мэджик» (115:129).

## Статистика

### Статистика в НБА
| Сезон                                                                                    | Команда | Регулярный сезон | Регулярный сезон | Регулярный сезон | Регулярный сезон | Регулярный сезон | Регулярный сезон | Регулярный сезон | Регулярный сезон | Регулярный сезон | Регулярный сезон | Регулярный сезон | Серия плей-офф | Серия плей-офф | Серия плей-офф | Серия плей-офф | Серия плей-офф | Серия плей-офф | Серия плей-офф | Серия плей-офф | Серия плей-офф | Серия плей-офф | Серия плей-офф |
| Сезон                                                                                    | Команда | GP               | GS               | MPG              | FG%              | 3P%              | FT%              | RPG              | APG              | SPG              | BPG              | PPG              | GP             | GS             | MPG            | FG%            | 3P%            | FT%            | RPG            | APG            | SPG            | BPG            | PPG            |
| ---------------------------------------------------------------------------------------- | ------- | ---------------- | ---------------- | ---------------- | ---------------- | ---------------- | ---------------- | ---------------- | ---------------- | ---------------- | ---------------- | ---------------- | -------------- | -------------- | -------------- | -------------- | -------------- | -------------- | -------------- | -------------- | -------------- | -------------- | -------------- |
| 2024/25                                                                                  | Индиана | 50               | 0                | 7,6              | 38,0             | 30,0             | 81,84            | 1,4              | 0,4              | 0,1              | 0,2              | 2,1              | 10             | 0              | 3,4            | 25,0           | 0,0            | 0,0            | 0,6            | 0,0            | 0,1            | 0,2            | {{{24}}}       |
|                                                                                          | Всего   | 50               | 0                | 7,6              | 38,0             | 30,0             | 81,84            | 1,4              | 0,4              | 0,1              | 0,2              | 2,1              | 10             | 0              | 3,4            | 25,0           | 0,0            | 0,0            | 0,6            | 0,0            | 0,1            | 0,2            | {{{24}}}       |
| Наведите курсор мыши на аббревиатуры в заголовке таблицы, чтобы прочесть их расшифровку. |         |                  |                  |                  |                  |                  |                  |                  |                  |                  |                  |                  |                |                |                |                |                |                |                |                |                |                |                |

### Статистика в NCAA
| Сезон | Команда | Conf   | Class | GP | GS | MPG  | FG%  | 3P%  | FT%  | RPG | APG | SPG | BPG | PPG |
| --- | ------- | ------ | ----- | -- | -- | ---- | ---- | ---- | ---- | --- | --- | --- | --- | --- |
| 2023/24 | Канзас  | Big 12 | FR    | 33 | 19 | 24,1 | 46,6 | 35,2 | 76,5 | 4,9 | 1,0 | 0,9 | 0,3 | 9,0 |
| Всего | Всего   | Всего  | Всего | 33 | 19 | 24,1 | 46,6 | 35,2 | 76,5 | 4,9 | 1,0 | 0,9 | 0,3 | 9,0 |
| Наведите курсор мыши на аббревиатуры в заголовке таблицы, чтобы прочесть их расшифровку Статистика приведена с сайта sports-reference.com |         |        |       |    |    |      |      |      |      |     |     |     |     |     |